# Brake (Unterweser)
Brake er en by i den østlige del af i Landkreis Wesermarsch i den tyske delstat Niedersachsen. Brake er administrationsby (kreisstadt) for landkreisen.

## Geografi
Brake ligger midt i firkanten af byer: Bremerhaven, Bremen, Oldenburg og Wilhelmshaven på vestbredden af floden Weser (Unterweser). Mod nord grænser Brake til kommunen Stadland, mod syd til byen Elsfleth og mod vest til kommunen Ovelgönne. Mod øst, på den modsatte side af Weser ligger Landkreis Cuxhaven. Byen er omgivet af fladt marskland, der hovedsageligt anvendes til græsning.

### Inddeling
Brake består af 12 bydele og landsbyer:
- Schmalenfleth og Golzwarden (mod nord)
- Boitwarden og Klippkanne (nord for centrum, nær havnen)
- Harrien (det historiske centrum)
- Harrierwurp, Hammelwarder Außendeich, Norderfeld og Süderfeld (mod vest)
- Fünfhausen, Kirchhammelwarden (Hammelwarden) og Käseburg (mod syd)